# Könyvtári állományvédelem
Könyvtári állományvédelem alatt mindazon feltételek, intézkedések és tevékenységek összességét értjük, amelyek lehetővé teszik, hogy egy adott intézmény épületében lévő dokumentumokat a könyvtárosok használható állapotban megőrizzenek és elérhetővé tegyenek a jövő generációja számára is.

## Főbb fajtái
Megelőző tevékenység
Célja, hogy a dokumentumok állapotának romlását meggátolja, vagy legalábbis annak ütemét lassítsa. Ide sorolhatók az állományvédelem biztonsági intézkedései. Mindaz, ami a dokumentumok eltűnését, elvesztését kívánja megakadályozni, az állapotuktól függetlenül.
Helyreállító-javító tevékenység
Feladata, hogy a többé vagy kevésbé megrongálódott, tönkrement dokumentumokat kijavítsa. Ezekkel a feladatkörökkel általában a könyvtárak restaurátorokat bíznak meg.
Állományvédelmi szempontból a dokumentumokat négy csoportba sorolhatjuk:
1. A kifogástalan állapotú dokumentumok esetében az a könyvtáros feladata, hogy ezt az állapotot fenntartsa.
2. A kismértékben megromlott állapotú dokumentumok esetében az elsődleges cél a további állagromlás megakadályozása vagy lelassítása.
3. A rossz állapotú dokumentumok mindenképpen beavatkozást, javítást, restaurálást igényelnek.
4. Elvben beszélhetünk még a dokumentumok egy negyedik csoportjáról is, az elkövetkezőkben megjelenő kiadványokról, melyek esetében az állományvédelmi szakemberek célja, hogy igyekezzenek elérni azt, hogy az új kiadványok lehetőleg időálló tartós papírból készüljenek.

## Állományvédelemi módszerek
Extenzív módszerek
Ide tartoznak azok a megoldások, amikor elsősorban nagy élőmunka ráfordításával tudunk viszonylag kis mennyiségű dokumentum állapotára pozitív hatást gyakorolni. Ez lényegében véve a klasszikus restauráló tevékenységet jelenti.
Intenzív módszerek
E módszerek között szerepelnek azok az intézkedések és eljárások, amelyek eredményeképpen viszonylag kis élőmunka megvalósulásával a dokumentumok nagy részének az állapotára tudunk pozitív hatást gyakorolni. Ha állományvédelmi tevékenységünket extenzív módon akarjuk fejleszteni, akkor ez csak úgy lehetséges, hogy több restaurátort kell foglalkoztatnia az intézetnek. Nem lehet gépesítéssel megoldani – bár hatékonyabbá tehető általa – de a lényegen ez nem változtat. Meghatározó szerep akkor is a restaurátoré, hiszen minden darab egyedi, és így egyedi beavatkozást is igényel. Egy kéziratos kódex restaurálása soha nem lesz gépesíthető vagy automatizálható.
Az intenzív módszerek problémaköre összetettebb. Ennek a része: a tárolás, a lopásvédelem és a dokumentumok számára optimális környezeti feltételek megteremtése.

## Az állományvédelem legfontosabb komponensei

### Raktározási és tárolási körülmények
Egy adott intézmény állományának igen nagy része különböző raktárakba kerül elhelyezésre. Emiatt elengedhetetlen fontosságú az optimális tárolási feltételek megteremtése és biztosítása.
Az átgondolt raktári rend kialakítása nagyon fontos, ami magába foglalja a lehetséges katasztrófák megelőzését is. Ilyen intézkedés például az, hogy:
- víz és szennyvízvezetékek ne legyenek a raktárakban vagy azok környékén
- biztonságosan működjön a tűzjelző- és riasztórendszer
- a legalsó polc a padló felett 10-15 cm magasan helyezkedjen el
- csak a raktárt kiszolgáló elektromos áramkör vezessen a raktáron keresztül
- a raktárakat elkülönített részekre lehessen osztani stb.[3]

### Lopásgátló rendszerek kiépítése

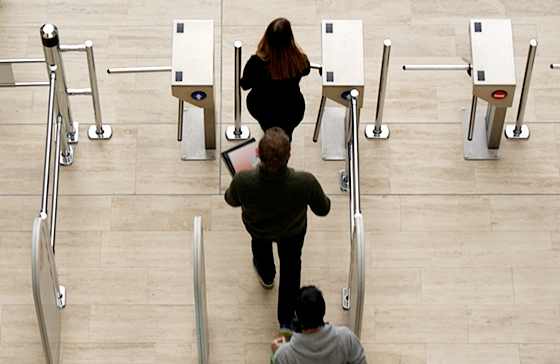
Lopásgátló kapuk

A könyvtárak életben egyre jellemzőbbé vált az, hogy egyes ritka dokumentumokat bizonyos olvasók eltulajdonítottak. Emiatt vált szükségessé, hogy nemcsak az OSZK, hanem más nagyobb intézetek is, mint például megyei könyvtárak, kiépítsék a saját védekezési rendszerüket a tolvajok ellen.
Ennek legfontosabb eszköze az érzékelővel felszerelt kapu. A berendezés kifejlesztésénél lényeges szempont volt az, hogy általa észlelt biztonsági címkék ellenálljanak a durva fizikai hatásoknak, és alkalmazhatóak legyenek ívelt- és egyenetlen felületeken is. Emellett nem befolyásolja a működését a gyűrődés és a nedvesség sem. Ezáltal a rendszer nagyon sok kölcsönözhető dokumentum esetében használható. A működtetésének a költsége is alacsony. Mindemellett a rendszer lehetőséget ad különböző külső eszközökkel való együttműködésre is. Így például lehetséges a riasztások alkalmával akár az is, hogy az ajtók automatikusan lezáródjanak, illetve eközben digitális fotók készüljenek az elkövetőről. A rendszer további előnye még, hogy alkalmazható többféle információhordozó védelmére. Nem csak kemény kötésű könyvek, hanem pl. folyóiratok, CD-k, kazetták esetében is.

### Optimális páratartalom
A dokumentumok tárolásának módja igen nagy befolyással lehet azoknak az élettartamára. Így mivel a könyvtári intézetek egyik legfontosabb szerepköre a megőrzés, ezért a dokumentumok számára megpróbálják a legmegfelelőbb intézkedéseket megvalósítani. Ilyen például a tároló helyiségek páratartalmának a szabályozása.
Páratartalom a levegőben lévő vízgőz „tömegét” jelenti, két meghatározása létezik. Az abszolút légnedvesség (az adott helyiség egységnyi térfogata hány gramm légnedvességgel rendelkezik) és a relatív légnedvesség (a légnedvesség hány százaléka a párával telített levegőének). Mivel a meleg levegő több vízgőzt tud felvenni, mint a hideg, az a vízgőzmennyiség, amelyet a hidegebb levegő nem tud megtartani a – harmatponti hőmérséklet alá – lehűlő levegőben vagy a hidegebb tárgyakon lecsapódik. Ezért melegebb helyiségből való átszállításkor az alacsonyabb hőmérsékleten tárolt tárgyak felületén páralecsapódás jöhet létre, ez a víz méretváltozást és penészedést idézhet elő. A nedves fát pedig a baktériumok korhasztják el. Ezért az intézetek próbálják a raktárban a közepes hőmérsékletet, vagyis a 18°C-ot fenntartani, maximum 2 fok eltéréssel. A relatív légnedvesség a legjobb esetben 50%-os, a megengedett eltérés 5%. Ha viszont már megtörtént a baj és több dokumentum lepenészedett, akkor a legelső lépés az legyen, hogy a légkondicionálást állítsuk le, mindaddig, amíg a raktárhelyiség fertőzött. Ezek után a károsodott dokumentumokat célszerű elszállítani és a helyiséget fertőtleníteni.

### Megvilágítás
Az erős fény szintén árt a dokumentumoknak, különösen a szerves anyagokból készült tárgyaknak; a károsodás visszafordíthatatlan, az eredménye pedig robbanásszerűen következik be. A fényforrás fényerősségét lumenben (lm) fejezik ki. Egy meghatározott tárgyra eső fénymennyiség fényerősségének értékét pedig luxban adják meg. Leginkább a napfény és a neoncsövek UV-sugárzása okozhat kárt, mivel kémiai reakciókat indít el. Az izzólámpák alkalmazása sem veszélytelen, ugyanis infravörös sugárzással jár, amit hőhatás kísér.

### A tisztaság fenntartása

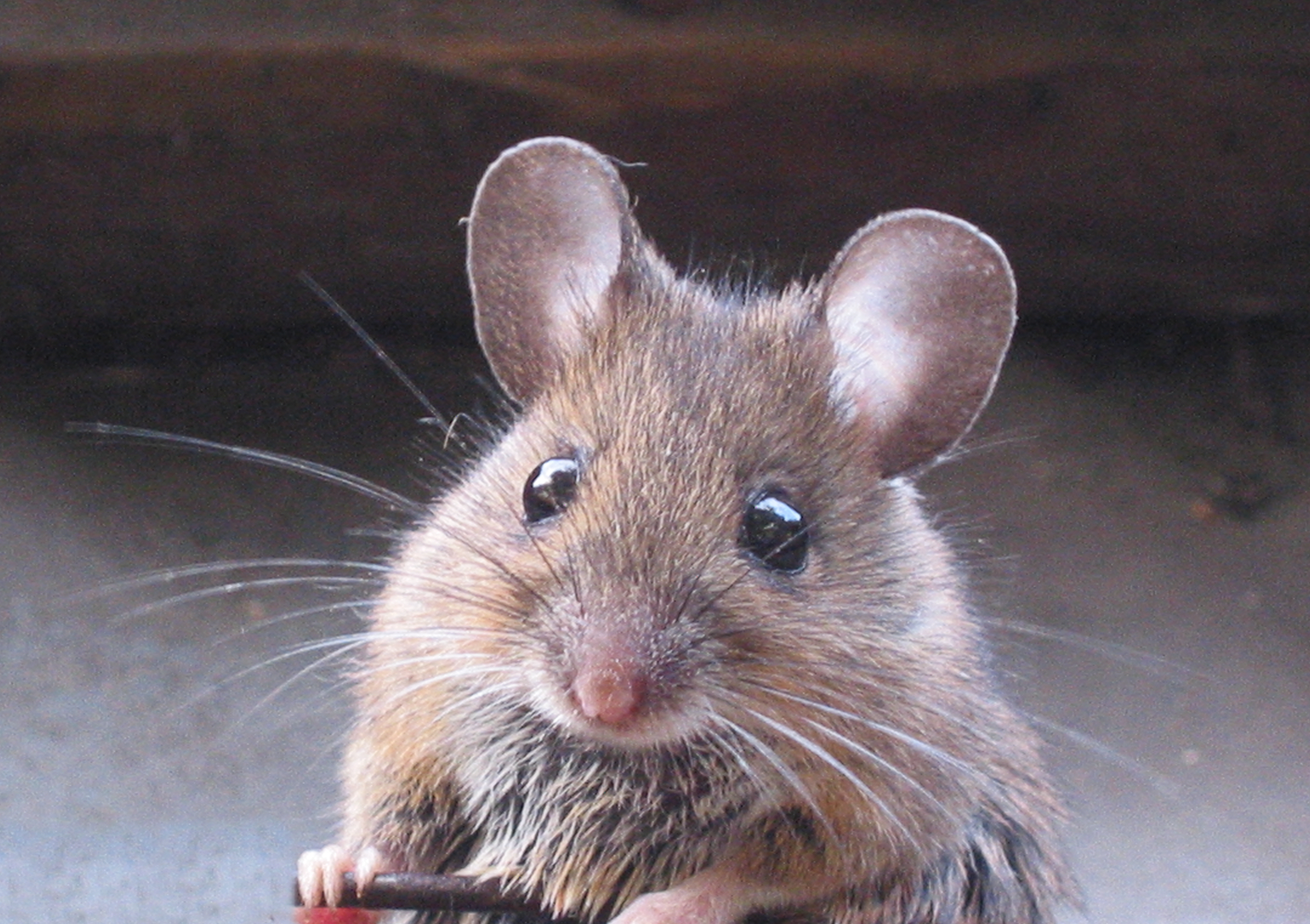
Méretéhez képest hatalmas károkat tud okozni!

A levegő különböző szennyező anyagokat tartalmaz: kormot, vasrészecskéket, baktériumokat, penészspórákat, illetve természetes anyagokat, amelyeket fontos kiemelni. Ide tartozik: a haj, lehámlott bőrdarabkák, elpusztult állatok maradványai stb. Mivel sok élőlény táplálkozik ezekkel, ezért az ilyen összetételű porral együtt várható különböző – gyakran károsító – élőlények felbukkanása is. A por koptató jellege mellett a vizet is megköti, ami a gombák és baktériumok életműködését is elősegíti és biztosítja. A vízben oldódó savas légszennyező gázokból pedig savak keletkeznek, amelyek gyengítik a papírt és a bőrt. A por szerves alkotó részei pedig a penészgombák és rovarok táplálékául szolgálhatnak.
A könyvtárakban előforduló károsító rovarok sokféle módon kerülhetnek be az épületbe, mint például építkezések faanyagával, bútorokkal, fertőzött könyvekkel. Fennmaradásuknak és szaporodásuknak kedveznek a raktárak felrepedései, a minimális takarítás által megvalósuló nyugalom, a sötétség, a por. Továbbá jó hatással van rájuk a kissé nagyobb nedvesség és a 25-35 °C közötti hőmérséklet. A dokumentumok másik nagy károsítói a rágcsálók. A kár, amit az egerek és a patkányok a rágásukkal és az ürülékükkel képesek okozni, szintén nagyon jelentős lehet. Nemcsak a padlót, a szekrényeket, polcokat és könyvtári anyagokat károsítják, miközben élelem után kutatnak, hanem ürülékük kiváló táplálék a mikroorganizmusok és rovarok számára.

### Használat során károsodott dokumentumok

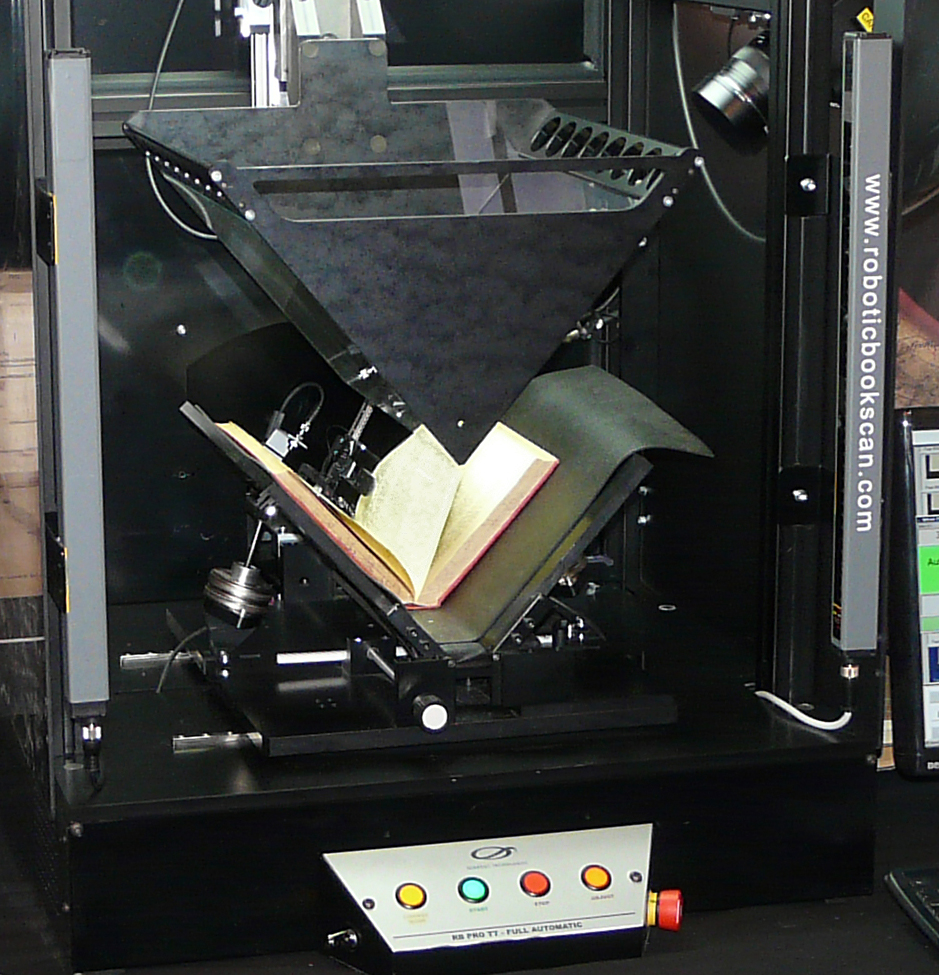
RBS Pro TT könyvszkenner

Bizony sok múlik az olvasókon is, ha ugyanis nem becsüljük meg a könyveket eléggé, akkor a dokumentum minőségromlás is gyorsabb ütemű lesz. Néhány dolog amit, mint felhasználó kerülnünk kellene. Ne írjunk a dokumentum lapjára, ne húzzunk alá semmit, illetve még mielőtt leemelnénk a könyvet a polcról, vegyük arrébb a könyvtámaszt, így fellazul az a sor és könnyebb lesz levenni. Ha pedig nincs rá lehetőségünk, hogy fellazítsuk a polcon sorakozó műveket, akkor sem a könyv gerincének a szélénél ragadjuk meg, mivel ezzel is erőteljesen károsítjuk a kötést.
Ezek a problémák még jelentősebbek akkor, ha egy ritka és nagy becsben tartott dokumentumról van szó. Ilyenkor a könyvtárak gyakran kivonják az eredeti dokumentumokat az olvasói forgalomból, illetve helyettesítik más információhordozókkal. E téren a legelterjedtebb megoldás a mikrofilmek alkalmazása, valamint a fakszimile és a reprint kiadványok megjelentetése. Ezeknek a kiadványoknak az állományvédelmi szempontokon túl megvan az az előnyük, hogy többszörösítési eljárásokon is áteshetnek. Így szélesebb felhasználói kör számára teszik hozzáférhetővé az értékes, ritka és keresett dokumentumokat. Ezért nyer egyre nagyobb teret magának a digitalizálás is (hátránya, hogy hosszabb idő eltelte esetén adatvesztéssel járhat). De gondoljunk bele, hogy a hálózat segítségével akár a Képes Krónikát is tanulmányozhatja egyszerre több száz érdeklődő, miközben az eredeti mű biztonságban nyugszik az OSZK páncélszekrényében.